# ضد المنهج (كتاب)
ضد المنهج: الخطوط العريضة لنظرية لاسلطوية للمعرفة (بالإنجليزية: Against Method: Outline of an Anarchist Theory of Knowledge) كتاب صدر عام 1975م من تأليف الفيلسوف بول فيرابند ويجادل فيه بأن العلم مسيرة لا تخضع للسلطة وليس شيئًا يمكن ضبطه بقواعد حاكمة.

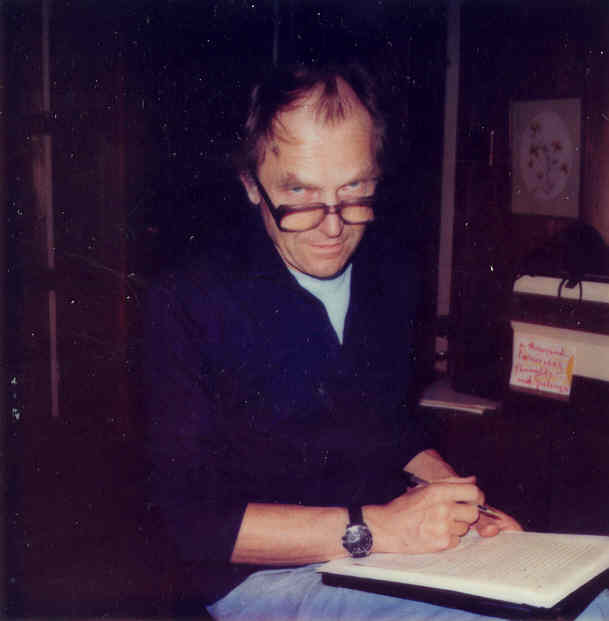
بول فيرابند (Paul Feyerabend) مؤلف كتاب ضد المنهج (Against Method) وأستاذ سابق في جامعة بيركلي

## المحتوى
قسم فيرابند حجته إلى نقد مجرد ثم إلى عدد من دراسات الحالة التاريخية.

## موقف المؤسسات العلمية
اعتبر بعضها أن كتاب ضد المنهج سيؤدي إلى عزل فيرابند عن مجتمع فلاسفة العلم الذين يرفضون رؤيته المشككة بالمنهج العلمي.

## الإصدارات والترجمات
نشر أول إصدار عدة مرات حتى صدر صدرت الطبعة المنقحة 1988م ثم نقحت مرة أخرى في الطبعة الثالثة 1993م وآخر طبعة «الرابعة» كانت في 2010م كما صدرت ترجمة فرنسية وألمانية.

## وصلات خارجية
- نقاش لكتاب ضد المنهج

لم يتم العثور على روابط لمواقع التواصل الاجتماعي.